# Tour della nazionale maschile di rugby a 15 del Giappone 1976
Nel 1976 la nazionale giapponese di rugby a 15 intraprese un tour in Europa; le destinazioni furono Gran Bretagna e Italia, dove i Sakura erano impegnati in 10 incontri.
Sebbene la federazione giapponese avesse garantito la presenza internazionale in occasione delle quattro partite contro Scozia XV, Distretti gallesi, Inghilterra Under-23 e Italia, solo quest'ultima concesse il cap a propria volta ai suoi giocatori.
Delle partite senza presenza garantita il Giappone ne vinse tre (le uniche vittorie di tutto il tour), quelle contro le selezioni dell'Inghilterra studentesca e di Oxford e Cambridge, mentre invece perse contro la forte rappresentativa del Gloucestersire capitanata dal Lion Mike Burton e con i Combined Services, la squadra di rugby delle forze armate britanniche che all'epoca vantavano la presenza di numerosi giocatori internazionali, all'epoca ancora dilettanti.
In Italia, la prima volta degli asiatici in tale Paese, la Under 21 batté i visitatori all'Aquila, e nel test match gli azzurri vinsero 25-3 con 5 mete a zero.

## Iltest match
| Arbitro: | S. Zanesco |

|                                                                        |      |            |
| N. Francescato 19’ Bonetti 33’ Blessano 49’ Marchetto 58’ N. Rossi 73’ | mt   |            |
| Ponzi 49’                                                              | tr   |            |
| Ponzi 25’                                                              | c.p. | 40’ Ueyama |

## Gli altri incontri
| Arbitro: | D.L. Head |

|                                                               |    |                |
| Sargent Mogg (3) Jardine (3) Troughton Vine Mills C. Williams | mt | Aruga Fujiwara |
| Sorrell (9)                                                   | tr | Matsuo         |

| Arbitro: | K.H. Clarke |

|                                                   |      |          |
| Ashton Fisher Gammell (2) Irvine Lawson McGeechan | mt   | Fujiwara |
| Irvine (3)                                        | tr   | Tanaka   |
|                                                   | c.p. | Tanaka   |

| Wigan 29 settembre 1976 | English Students | 16 – 21 | Giappone XV | Edge Hall |

| Plymouth 2 ottobre 1976 | Combined Services | 23 – 21 | Giappone XV | Rectory Field |

| Cambridge 6 ottobre 1976 | Univ. di Cambridge | 35 – 38 | Giappone XV | University Football Ground |

| Arbitro: | W.A. Bryce |

|                                                                        |      |            |
| Burcher G. Evans (3) Juliff (3) Morgan Richards (2) Squire D. Williams | mt   |            |
| Phillips (6)                                                           | tr   |            |
| Phillips                                                               | c.p. | Tanaka (3) |

| Oxford 13 ottobre 1976 | Univ. di Oxford | 0 – 37 | Giappone XV | Iffley Road |

| Londra 16 ottobre 1976, ore 14 GMT                                                                                               | Inghilterra U-23 | 58 – 15 referto     | Giappone | Twickenham |
| Bond Boyd Callum Coombes Dodge Kent (3) Mogg (2) mt Fujiwara (2) Ueyama Boyd (2) Sorrell (4) tr Boyd c.p. Matsuo Wordsworth drop |                  |                     |          |            |
| |                  |                     |          |            |
| Bond Boyd Callum Coombes Dodge Kent (3) Mogg (2)                                                                                 | mt               | Fujiwara (2) Ueyama |          |            |
| Boyd (2) Sorrell (4) | tr               |                     |          |            |
| Boyd | c.p.             | Matsuo              |          |            |
| Wordsworth | drop             |                     |          |            |

| L'Aquila 19 ottobre 1976 | Italia U-21 | 31 – 30 | Giappone XV | Stadio Fattori |